# Abe no Nakamaro
Abe no Nakamaro (阿倍 仲麻呂) (698 - 770) est un noble de la cour impériale, né à Abe près de Nara au Japon.

## Biographie
En 717, il se rendit en Chine, à Chang'an, capitale des Tang pour y étudier ; il faisait partie de la même ambassade que le religieux bouddhiste Genbō et Kibi no Makibi. Il y demeura et prit le nom chinois de Chao Heng. Il voulut revenir au Japon en 753, mais fit naufrage avec Fujiwara no Kiyokawa ; leur bateau fut rejeté par les courants marins sur les côtes du Viêt-nam. Nakamaro retourna alors à Chang'an. Nommé gouverneur de l'Annam, il reçut la charge de pacifier les tribus Manzi. En 766 il devint Grand Conseiller auprès de l'empereur Daizong, grâce à son talent d'administrateur et de poète.

## Source
- Francine Hérail, Histoire du Japon - des origines à la fin de Meiji, 1996, page 76.